# كازوكي ناكاجيما
كازوكي ناكاجيما مواليد 11 يناير 1985، هو سائق فورملا 1 ياباني بدأ مسيرته الاحترافية سنة 2007. كان أول سباق له هو جائزة البرازيل الكبرى 2007. خاض خلال مسيرته 36 سباقاً فاز في 0 | منها.

## سباقات شارك فيها
- لو مان 24 ساعة
- سوبر فورمولا
- بطولة فورمولا 3 اليابانية
- بطولة العالم للتحمل

## روابط خارجية
- كازوكي ناكاجيما على موقع Racing-Reference.info (الإنجليزية)
- كازوكي ناكاجيما على موقع DriverDB.com (الإنجليزية)